# Rivière Ma Tante
La rivière Ma Tante est un affluent de la rivière Franquelin, coulant dans le canton de Franquelin, dans la municipalité de Franquelin, dans la municipalité régionale de comté (MRC) de Manicouagan, dans la région administrative de la Côte-Nord, dans la province de Québec, au Canada.
La sylviculture s'avère l'activité économique principale de cette vallée; les activités récréotouristiques, en second.
La surface de cette rivière de la Moyenne-Côte-Nord est habituellement gelée du début de novembre à la fin avril, sauf les zones de rapides; toutefois la circulation sécuritaire sur la glace se fait généralement de la fin novembre au début d'avril.[réf. nécessaire]

## Géographie
La rivière Ma Tante tire sa source du lac Ma Tante (longueur: 1,5 km; altitude: 197 m) situé dans la municipalité de Franquelin. Cette embouchure est située à 3,1 km au nord-est de l'embouchure de la rivière Ma Tante.
À partir de sa source, la rivière Ma Tante coule sur 5,4 km avec une dénivellation de 46 m, en zone forestière, selon les segments suivants:
- 1,0 km d'abord vers l'est en traversant un petit lac (altitude: 197 m) sur 0,4 km, puis en recueillant la décharge de deux lacs dont le lac à Duncan, puis vers le sud, jusqu'à la décharge d'un ruisseau (venant du nord-ouest);
- 1,9 km vers le sud dans une vallée légèrement encaissée, jusqu'à la décharge (venant de l'est) de trois lacs dont le lac Gauthier;
- 2,5 km d'abord vers l'est jusqu'à un coude de rivière correspondant à un ruisseau (venant du nord), vers le sud en traversant une petite zone de marais, puis vers le sud-ouest en traversant un petit lac, jusqu’à son embouchure[2].

La rivière Ma Tante se déverse dans un coude de rivière, sur la rive est de la rivière Franquelin. Cette confluence est située à:
- 12,2 km au nord de l'embouchure de la rivière Franquelin;
- 19,4 km à l'ouest du centre du village de Godbout;
- 37,9 km au nord-est du centre-ville de Baie-Comeau[2].

À partir de l’embouchure de la rivière Ma Tante, le courant descend sur 24,8 km le cours de la rivière Franquelin jusqu'à la rive nord de l’estuaire du Saint-Laurent.

## Toponymie
L'hydronyme « Rivière Ma Tante » a été attribué à ce cours d'eau en association à l'hydronyme rivière Mon Oncle (cours d'eau situé plus à l'est) évoquant l'oncle de Raymond Côté, un travailleur forestier. Le toponyme « rivière Ma Tante » parait sur une carte de 1933 de la compagnie forestière Ontario Paper Company,.
Le toponyme « rivière Ma Tante » a été officialisé le 2 août 1974 à la Banque des noms de lieux de la Commission de toponymie du Québec.